# 199. Infanterie-Division (Wehrmacht)
La 199. Infanterie-Division fu una divisione dell'esercito tedesco attiva durante la seconda guerra mondiale, che venne creata nel 1940 e schierata in Norvegia fino all'aprile del 1945, quando fu spostata nella zona di Berlino, dove fu fatta prigioniera.

## Storia

### Norvegia
La divisione fu costituita il 1º novembre 1940 in Norvegia da uomini provenienti dalle divisioni di stanza in Norvegia. La divisione venne schierata in Norvegia, nella zona di Narvik. Il 1º giugno 1942, l'Infanterie-Regiments 341 ed il 3º battaglione dell'Artillerie-Regiment 199 trasferiti alla 270. Infanterie-Division.

### Battaglia di Berlino
Nell'aprile 1945 fu spostata nell'area di Berlino, dove venne riorganizzata e ricevette un terzo stato maggiore di reggimento. La divisione venne fatta prigioniera dalle truppe dell'Armata rossa nella zona di Brandeburgo e alcune parti vennero fatte prigioniere dagli americani ad Havelberg.

## Ordine di battaglia
199. Infanterie-Division 1940 
- Infanterie-Regiment 345
- Infanterie-Regiment 341
- Infanterie-Regiment 357
- Artillerie-Regiment 199
- Pionier-Bataillon 199
- Infanterie-Divisions-Nachrichten-Abteilung 199
- Divisions-Nachschubführer 199

 199. Infanterie-Division 1945 
- Grenadier-Regiment 345
- Grenadier-Regiment 357
- Grenadier-Regiment 373
- Füsilier-Bataillon 199
- Artillerie-Regiment 199
- Pionier-Bataillon 199
- Panzerjäger-Abteilung 199
- Feldersatz-Bataillon 199
- Infanterie-Divisions-Nachrichten-Abteilung 199
- Divisions-Nachschubführer 199

## Comandanti
- Generalleutnant Hans von Kempski (1º novembre 1940 - 1º aprile 1942)
- Generalleutnant Wilhelm Raithel (1º aprile 1942 - 1º agosto 1943)
- Generalleutnant Walter Wißmath (1º agosto 1943 - 20 giugno 1944)
- Generalleutnant Helwig Luz (20 giugno 1944 - maggio 1945)[1]